# Gilbert Bailliu
Gilbert Bailliu (Brugge, 4 september 1936 –  Oostende, 2 april 2023) was een Belgische voetballer. Hij speelde als aanvaller en kende vooral succes bij de Brugse clubs Cercle Brugge en Club Brugge.

## Biografie
Bailliu begon zijn voetbalcarrière in de jeugd bij Cercle Brugge. In de slotwedstrijd van het seizoen 1953/54, tegen FC Izegem, maakte hij zijn debuut in het eerste elftal. Cercle was in die tijd weggezakt tot in de Derde Klasse. Omwille van zijn dienstplicht en een knieblessure, kwam hij de volgende drie seizoen weinig aan spelen toe. In 1955 was Cercle ondertussen weer naar Tweede Klasse gepromoveerd. In 1958 brak hij uiteindelijk echt door. Hij werd een vaste waarde in de ploeg. Bailliu werd de best scorende speler bij Cercle in 1959, 1960, 1961, 1962 en 1965. Cercle steeg in 1961 na de kampioenstitel in Tweede Klasse weer naar Eerste Klasse, en ook daar bleef Bailliu vlot scoren.
Toen Cercle Brugge in 1966 na een omkoopschandaal naar Derde Klasse moest zakken, verliet Bailliu die club. Hij maakte de overstap naar de aartsrivaal en stadsgenoot Club Brugge. Ook voor Club bleef hij vlot scoren. Met Club Brugge won Bailliu in 1968 de Beker van België en hij speelde ook in de eerste Europese wedstrijden van Club Brugge. In 1969/70 kwam Bailliu niet meer veel aan spelen toe. Club Brugge won opnieuw de Belgische beker, maar Bailliu had geen enkele bekerwedstrijd meegespeeld. Hij verliet Club Brugge in 1970. Hij trok naar VC Zwevegem Sport voor een jaar en daarna voor drie jaar naar Hoger Op Wingene als speler-trainer, maar hield het toen voor gezien.
Bailliu overleed op 86-jarige leeftijd.

## Statistieken
| Seizoen | Club              | Land   | Competitie         | Competitie  | Competitie | Beker       | Beker | Europees             | Europees    | Europees |
| Seizoen | Club              | Land   | Reeks              | Wedstrijden | Goals      | Wedstrijden | Goals | Toernooi             | Wedstrijden | Goals    |
| ------- | ----------------- | ------ | ------------------ | ----------- | ---------- | ----------- | ----- | -------------------- | ----------- | -------- |
| 1953/54 | Cercle Brugge     | België | Derde Klasse       | 1           | 0          | -           | -     | -                    | -           | -        |
| 1954/55 | Cercle Brugge     | België | Derde Klasse       | 1           | 0          | -           | -     | -                    | -           | -        |
| 1955/56 | Cercle Brugge     | België | Derde Klasse       | 0           | 0          | -           | -     | -                    | -           | -        |
| 1956/57 | Cercle Brugge     | België | Tweede Klasse      | 3           | 1          | -           | -     | -                    | -           | -        |
| 1957/58 | Cercle Brugge     | België | Tweede Klasse      | 13          | 3          | -           | -     | -                    | -           | -        |
| 1958/59 | Cercle Brugge     | België | Tweede Klasse      | 30          | 19         | -           | -     | -                    | -           | -        |
| 1959/60 | Cercle Brugge     | België | Tweede Klasse      | 29          | 13         | -           | -     | -                    | -           | -        |
| 1960/61 | Cercle Brugge     | België | Tweede Klasse      | 26          | 13         | -           | -     | -                    | -           | -        |
| 1961/62 | Cercle Brugge     | België | Eerste Klasse      | 17          | 11         | -           | -     | -                    | -           | -        |
| 1962/63 | Cercle Brugge     | België | Eerste Klasse      | 25          | 8          | -           | -     | -                    | -           | -        |
| 1963/64 | Cercle Brugge     | België | Eerste Klasse      | 18          | 6          | 1           | -     | -                    | -           | -        |
| 1964/65 | Cercle Brugge     | België | Eerste Klasse      | 30          | 16         | 4           | 6     | -                    | -           | -        |
| 1965/66 | Cercle Brugge     | België | Eerste Klasse      | 22          | 2          | 1           | 0     | -                    | -           | -        |
| 1966/67 | Club Brugge       | België | Eerste Klasse      | 27          | 13         | 2           | 2     | -                    | -           | -        |
| 1967/68 | Club Brugge       | België | Eerste Klasse      | 20          | 7          | 5           | 4     | Jaarbeursstedenbeker | 2           | 0        |
| 1968/69 | Club Brugge       | België | Eerste Klasse      | 21          | 12         | 4           | 3     | Europacup II         | 2           | 1        |
| 1969/70 | Club Brugge       | België | Eerste Klasse      | 3           | 0          | 0           | 0     | Jaarbeursstedenbeker | 1           | 0        |
| 1970/71 | VC Zwevegem Sport | België | Vierde Klasse D    | ?           | ?          | ?           | ?     | -                    | -           | -        |
| 1971/72 | Hoger Op Wingene  | België | Eerste Provinciale |             |            |             |       |                      |             |          |
| 1972/73 | Hoger Op Wingene  | België | Eerste Provinciale |             |            |             |       |                      |             |          |
| 1973/74 | Hoger Op Wingene  | België | Eerste Provinciale |             |            |             |       |                      |             |          |